# Mazax
Genre
Mazax est un genre d'araignées aranéomorphes de la famille des Corinnidae.

## Distribution
Les espèces de ce genre se rencontrent en Amérique.

## Description
Les araignées de ce genre sont myrmécomorphes.

## Liste des espèces
Selon World Spider Catalog (version 25.5, 05/12/2024) :
- Mazax acanthaspis (Simon, 1896)
- Mazax ajax Reiskind, 1969
- Mazax chickeringi Reiskind, 1969
- Mazax kaspari Cokendolpher, 1978
- Mazax leonidas Silva-Junior, Martínez, Villarreal & Bonaldo, 2024
- Mazax mokana Silva-Junior, Martínez, Villarreal & Bonaldo, 2024
- Mazax pax Reiskind, 1969
- Mazax ramirezi Rubio & Danişman, 2014
- Mazax spinosa (Simon, 1898)
- Mazax tembe Silva-Junior, Martínez, Villarreal & Bonaldo, 2024
- Mazax xerxes Reiskind, 1969

## Systématique et taxinomie
Ce genre a été décrit par O. Pickard-Cambridge en 1898 dans les Drassidae. Il est placé en synonymie avec Apochinomma par Simon en 1903. Il est relevé de synonymie par Reiskind en 1969.

## Publication originale
- O. Pickard-Cambridge, 1898 : « Arachnida. Araneida. » Biologia Centrali-Americana, Zoology, vol. 1, p. 233-288 (texte intégral).